# Parmenosoma villosa
Parmenosoma villosa är en skalbaggsart som först beskrevs av Bates 1885.  Parmenosoma villosa ingår i släktet Parmenosoma och familjen långhorningar. Inga underarter finns listade i Catalogue of Life.